# Associazione Calcio Fiorentina 1959-1960
Questa voce raccoglie le informazioni riguardanti l'Associazione Calcio Fiorentina nelle competizioni ufficiali della stagione 1959-1960.

## Stagione

Sergio Castelletti

Arriva l'argentino Luis Carniglia ad allenare la squadra viola, dopo che Luigi Ferrero aveva sostituito Lajos Czeizler nelle ultime giornate dello scorso campionato.
Nella stagione 1959-1960 per la Fiorentina arriva un altro secondo posto in campionato con 47 punti, dietro la Juventus che in questa stagione è nettamente più forte e vince lo scudetto con 55 punti, ma alla Fiorentina riesce a battere i bianconeri (1-0) con un gol di Hamrin nel loro periodo di crisi, arrivando a soli due punti dalla vetta, non riusciendo però a spodestare la vecchia signora che manterrà la testa della classifica fino alla fine.
L'ala destra Kurt Hamrin anche quest'anno finisce il campionato con un bottino di 26 reti seguito da Montuori con 9 reti. Il nuovo capitano per questa stagione è Giuseppe Chiappella.

Renato Benaglia

In Coppa Italia di nuovo la Fiorentina arriva in finale, e dopo aver eliminato dal torneo Como, Inter e Torino, ritrova sulla sua strada la Juventus: la squadra di Torino vince la finale dopo i supplementari (3-2) diventando un incubo per i viola. Gianfranco Petris diventa il miglior marcatore della Coppa con 4 reti.
Esce subito al primo turno la Fiorentina di Carniglia dalla Coppa Mitropa, vincendo fuori casa all'andata ma subendo una sconfitta al Franchi, contro l'Újpest.
La seconda edizione della Coppa dell'Amicizia, vide la partecipazione di sedici squadre di club per nazione. I Gigliati vincono la seconda Coppa in rappresentanza della lega italiana.

## Rosa
| N. |                   | Ruolo | Calciatore         |
| -- | ----------------- | ----- | ------------------ |
|    | Italia (bandiera) | P     | Enrico Albertosi   |
|    | Italia (bandiera) | P     | Giuliano Sarti     |
|    | Italia (bandiera) | D     | Saul Malatrasi     |
|    | Italia (bandiera) | D     | Alberto Orzan      |
|    | Italia (bandiera) | D     | Enzo Robotti       |
|    | Italia (bandiera) | D     | Sergio Castelletti |
|    | Italia (bandiera) | D     | Giuseppe Fiaschi   |
|    | Italia (bandiera) | D     | Piero Gonfiantini  |
|    | Italia (bandiera) | D     | Claudio Rimbaldo   |
|    | Italia (bandiera) | D     | Renato Benaglia    |

| N. |                      | Ruolo | Calciatore                     |
| -- | -------------------- | ----- | ------------------------------ |
|    | Italia (bandiera)    | C     | Armando Segato                 |
|    | Argentina (bandiera) | C     | Francisco Lojacono             |
|    | Italia (bandiera)    | C     | Giuseppe Chiappella (capitano) |
|    | Italia (bandiera)    | C     | Paolo Morosi                   |
|    | Italia (bandiera)    | C     | Claudio Azzali                 |
|    | Italia (bandiera)    | C     | Gianfranco Petris              |
|    | Svezia (bandiera)    | A     | Kurt Hamrin                    |
|    | Argentina (bandiera) | A     | Miguel Montuori                |
|    | Italia (bandiera)    | A     | Guido Gratton                  |
|    | Italia (bandiera)    | A     | Eugenio Fantini                |

Acquisti nella sessione estiva del 1960 utilizzati nella finale di settembre di Coppa Italia.
| N. |                   | Ruolo | Calciatore    |
| -- | ----------------- | ----- | ------------- |
|    | Italia (bandiera) | D     | Rino Marchesi |
|    | Italia (bandiera) | C     | Luigi Milan   |

| N. |                   | Ruolo | Calciatore    |
| -- | ----------------- | ----- | ------------- |
|    | Italia (bandiera) | C     | Dante Micheli |
|    | Italia (bandiera) | A     | Dino da Costa |

## Risultati

### Serie A

#### Girone di andata
| Arbitro: | Liverani (Torino) |

|  |           |                         |
|  | Marcatori | 24’ Petris 82’ Montuori |

| Arbitro: | Babini (Ravenna) |

|                      |           |                |
| Orzan 56’ Hamrin 61’ | Marcatori | 54’ Di Giacomo |

| Arbitro: | Bonetto (Torino) |

|                                 |           |           |
| Pascutti 53’ Pivatelli 81’, 84’ | Marcatori | 16’ Orzan |

| Arbitro: | Marchese (Napoli) |

|                                     |           |               |
| Stucchi 11’ (aut.) Gratton 36’, 48’ | Marcatori | 4’ Manfredini |

| Arbitro: | Jonni (Macerata) |

|                         |           |  |
| Rancati 40’ Masiero 76’ | Marcatori |  |

| Arbitro: | Sbardella (Roma) |

|                                           |           |          |
| Fantini 2’, 17’ Montuori 39’ Lojacono 73’ | Marcatori | 13’ Nova |

| Arbitro: | Lo Bello (Siracusa) |

|                            |           |           |
| Nicolè 21’ Sivori 54’, 67’ | Marcatori | 3’ Hamrin |

| Arbitro: | Francescon (Padova) |

|                                                          |           |  |
| Morosi 8’, 23’ Valadè 30’ (aut.) Lojacono 32’ Hamrin 38’ | Marcatori |  |

| Arbitro: | Orlandini (Roma) |

|           |           |            |
| Conti 25’ | Marcatori | 15’ Morosi |

| Arbitro: | Marchese (Napoli) |

|              |           |              |
| Lojacono 63’ | Marcatori | 61’ Altafini |

| Arbitro: | Rigato (Mestre) |

|  |           |                                                       |
|  | Marcatori | 6’, 82’ Hamrin 13’, 53’ Montuori 41’ (aut.) Carradori |

| Arbitro: | Parisi (Messina) |

|             |           |  |
| Lojacono 3’ | Marcatori |  |

| Arbitro: | Jonni (Macerata) |

|              |           |  |
| Morbello 87’ | Marcatori |  |

| Arbitro: | De Marchi (Pordenone) |

|                                               |           |  |
| Petris 42’ Hamrin 56’ (rig.) 77’ Lojacono 81’ | Marcatori |  |

| Arbitro: | Rigato (Mestre) |

|                                         |           |                                   |
| Maccacaro 4’ Rivera 37’ Migliavacca 88’ | Marcatori | 62’ Petris 66’ Hamrin 73’ Fantini |

| Arbitro: | Adami (Roma) |

|                                              |           |                     |
| Gratton 3’ Petris 56’, 66’ Hamrin 68’ (rig.) | Marcatori | 72’ Erba 84’ Macchi |

| Genova 31 gennaio 1960 17ª giornata | Genoa                 | 0 – 0 | Fiorentina | Stadio Luigi Ferraris\| Arbitro: \| De Marchi (Pordenone) \| |
| Arbitro:                            | De Marchi (Pordenone) |       |            |                                                              |

#### Girone di ritorno
| Arbitro: | Righetti (Torino) |

|                 |           |           |
| Petris 16’, 21’ | Marcatori | 58’ Milan |

| Arbitro: | Lo Bello (Siracusa) |

|  |           |                                |
|  | Marcatori | 9’ Azzali 34’, 63’, 70’ Hamrin |

| Arbitro: | De Marchi (Pordenone) |

|                               |           |               |
| Hamrin 4’ (rig.) Lojacono 79’ | Marcatori | 53’ Pivatelli |

| Arbitro: | Lo Bello (Siracusa) |

|               |           |                 |
| Selmosson 42’ | Marcatori | 61’, 69’ Hamrin |

| Arbitro: | Adami (Roma) |

|                         |           |  |
| Montuori 40’ Hamrin 47’ | Marcatori |  |

| Arbitro: | Rigato (Mestre) |

|             |           |                             |
| Longoni 40’ | Marcatori | 1’, 36’ Montuori 62’ Hamrin |

| Arbitro: | Adami (Roma) |

|            |           |  |
| Hamrin 15’ | Marcatori |  |

| Arbitro: | Rigato (Mestre) |

|  |           |                                          |
|  | Marcatori | 9’ Montuori 10’ Hamrin 35’, 66’ Lojacono |

| Firenze 10 aprile 1960 26ª giornata | Fiorentina        | 0 – 0 | Lanerossi Vicenza | Stadio Comunale\| Arbitro: \| Roversi (Bologna) \| |
| Arbitro:                            | Roversi (Bologna) |       |                   |                                                    |

| Milano 17 aprile 1960 27ª giornata | Milan               | 0 – 0 | Fiorentina | Stadio San Siro\| Arbitro: \| Lo Bello (Siracusa) \| |
| Arbitro:                           | Lo Bello (Siracusa) |       |            |                                                      |

| Arbitro: | Rigato (Mestre) |

|                       |           |                         |
| Azzali 48’ Hamrin 56’ | Marcatori | 5’ Mattei 90’ Carradori |

| Arbitro: | Orlandini (Roma) |

|               |           |  |
| Brighenti 26’ | Marcatori |  |

| Arbitro: | Leita (Udine) |

|                                            |           |             |
| Gratton 25’ Hamrin 51’ (rig.) Montuori 88’ | Marcatori | 31’ Novelli |

| Arbitro: | Sbardella (Roma) |

|                     |           |            |
| Mora 7’ Recagno 76’ | Marcatori | 89’ Hamrin |

| Arbitro: | Rigato (Mestre) |

|                            |           |               |
| Hamrin 13’, 82’ Azzali 49’ | Marcatori | 52’ Maccacaro |

| Arbitro: | Lo Bello (Siracusa) |

|              |           |  |
| Catalano 39’ | Marcatori |  |

| Arbitro: | Francescon (Padova) |

|                        |           |  |
| Hamrin 58’, 79’ (rig.) | Marcatori |  |

### Coppa Italia
| Arbitro: | Angonese (Mestre) |

|                              |           |  |
| Landri 66’ (aut.) Petris 70’ | Marcatori |  |

| Arbitro: | Babini (Ravenna) |

|                |           |             |
| Hamrin 7’, 14’ | Marcatori | 79’ Masiero |

| Arbitro: | Righi (Milano) |

|                                               |           |                                        |
| Montuori 11’ Petris 13’, 31’, 39’ Gratton 16’ | Marcatori | 18’ Gualtieri 25’ Virgili 30’ Ferrario |

| Arbitro: | Righi (Milano) |

|                                  |           |                           |
| Charles 10’ 73’ Orzan 97’ (aut.) | Marcatori | 45’ Montuori 60’ da Costa |

### Coppa Mitropa
| Arbitro: | Lemešić |

|  |           |            |
|  | Marcatori | 52’ Hamrin |

| Arbitro: | Seipelt |

|  |           |                       |
|  | Marcatori | 25’ Szusza 88’ Göröcs |

### Coppa dell'Amicizia italo-francese
| Firenze 12 giugno 1960 Andata | Fiorentina | 2 – 1 referto | RC Paris | Stadio Comunale |

| Parigi 26 giugno 1960 Ritorno | RC Paris | 3 – 3 referto | Fiorentina |  |

## Statistiche

### Statistiche di squadra
| Competizione                       | Punti | In casa | In casa | In casa | In casa | In casa | In casa | In trasferta | In trasferta | In trasferta | In trasferta | In trasferta | In trasferta | Totale | Totale | Totale | Totale | Totale | Totale | DR  |
| Competizione                       | Punti | G       | V       | N       | P       | Gf      | Gs      | G            | V            | N            | P            | Gf           | Gs           | G      | V      | N      | P      | Gf     | Gs     | DR  |
| ---------------------------------- | ----- | ------- | ------- | ------- | ------- | ------- | ------- | ------------ | ------------ | ------------ | ------------ | ------------ | ------------ | ------ | ------ | ------ | ------ | ------ | ------ | --- |
| Serie A                            | 47    | 17      | 14      | 3       | 0       | 41      | 12      | 17           | 6            | 4            | 7            | 27           | 19           | 34     | 20     | 7      | 7      | 68     | 31     | +37 |
| Coppa Italia                       |       | 3       | 3       | 0       | 0       | 9       | 4       | -            | -            | -            | -            | -            | -            | 4      | 3      | 0      | 1      | 11     | 7      | +4  |
| Coppa Mitropa                      |       | 1       | 0       | 0       | 1       | 0       | 2       | 1            | 1            | 0            | 0            | 1            | 0            | 2      | 1      | 0      | 1      | 1      | 2      | -1  |
| Coppa dell'Amicizia italo-francese |       | 1       | 1       | 0       | 0       | 2       | 1       | 1            | 0            | 1            | 0            | 3            | 3            | 2      | 1      | 1      | 0      | 5      | 4      | +1  |
| Totale                             |       | 22      | 18      | 3       | 1       | 52      | 19      | 19           | 7            | 5            | 7            | 31           | 22           | 42     | 25     | 8      | 9      | 85     | 44     | +41 |

### Statistiche dei giocatori
Sono da considerare 3 autogol a favore dei viola in campionato e 1 in Coppa Italia.
| Giocatore       | Serie A  | Serie A | Coppa Italia | Coppa Italia | Coppa Mitropa | Coppa Mitropa | Coppa dell'amicizia italo-francese | Coppa dell'amicizia italo-francese | Totale   | Totale |
| Giocatore       | Presenze | Reti    | Presenze     | Reti         | Presenze      | Reti          | Presenze                           | Reti                               | Presenze | Reti   |
| --------------- | -------- | ------- | ------------ | ------------ | ------------- | ------------- | ---------------------------------- | ---------------------------------- | -------- | ------ |
| E. Albertosi    | 0        | -0      | 0            | -0           | 1             | -2            | 0                                  | -0                                 | 1        | -2     |
| C. Azzali       | 9        | 3       | 2            | 0            | 0             | 0             | 0                                  | 0                                  | 11       | 3      |
| R. Benaglia     | 2        | 0       | 1            | 0            | 2             | 0             | 1                                  | 0                                  | 6        | 0      |
| S. Castelletti  | 29       | 0       | 2            | 0            | 0             | 0             | 0                                  | 0                                  | 31       | 0      |
| G. Chiappella   | 29       | 0       | 2            | 0            | 2             | 0             | 2                                  | 0                                  | 35       | 0      |
| E. Fantini      | 7        | 3       | 0            | 0            | 1             | 0             | 0                                  | 0                                  | 8        | 3      |
| G. Fiaschi      | 0        | 0       | 1            | 0            | 0             | 0             | 0                                  | 0                                  | 1        | 0      |
| G. Gionfiantini | 3        | 0       | 0            | 0            | 0             | 0             | 0                                  | 0                                  | 3        | 0      |
| G. Gratton      | 26       | 4       | 3            | 1            | 0             | 0             | 2                                  | 0                                  | 31       | 5      |
| K. Hamrin       | 34       | 26      | 4            | 2            | 2             | 1             | 2                                  | 1                                  | 42       | 30     |
| F. Lojacono     | 32       | 8       | 1            | 0            | 1             | 0             | 1                                  | 0                                  | 35       | 8      |
| S. Malatrasi    | 16       | 0       | 1            | 0            | 2             | 0             | 2                                  | 0                                  | 21       | 0      |
| M. Montuori     | 27       | 9       | 4            | 2            | 2             | 0             | 2                                  | 3                                  | 35       | 14     |
| P. Morosi       | 6        | 3       | 0            | 0            | 0             | 0             | 0                                  | 0                                  | 6        | 3      |
| A. Orzan        | 30       | 2       | 4            | 0            | 2             | 0             | 2                                  | 0                                  | 38       | 2      |
| G. Petris       | 27       | 7       | 4            | 4            | 2             | 0             | 2                                  | 1                                  | 35       | 12     |
| C. Rimbaldo     | 15       | 0       | 2            | 0            | 2             | 0             | 1                                  | 0                                  | 20       | 0      |
| E. Robotti      | 2        | 0       | 3            | 0            | 2             | 0             | 2                                  | 0                                  | 9        | 0      |
| G. Sarti        | 34       | -31     | 4            | -7           | 1             | -0            | 2                                  | -4                                 | 41       | -42    |
| A. Segato       | 26       | 0       | 2            | 0            | 0             | 0             | 1                                  | 0                                  | 29       | 0      |
| D. da Costa     | -        | -       | 1            | 1            | -             | -             | -                                  | -                                  | 1        | 1      |
| R. Marchesi     | -        | -       | 1            | 0            | -             | -             | -                                  | -                                  | 1        | 0      |
| D. Micheli      | -        | -       | 1            | 0            | -             | -             | -                                  | -                                  | 1        | 0      |
| L. Milan        | -        | -       | 1            | 0            | -             | -             | -                                  | -                                  | 1        | 0      |